# フリードリヒ・レフラー
フリードリヒ・アウグスト・ヨハネス・レフラー（Friedrich August Johannes Loeffler, 1852年6月24日 - 1915年4月9日）はドイツの細菌学者。ジフテリア菌の発見者。

## 人物
ヴュルツブルク大学、ベルリン大学で医学を学ぶ。軍医を経て、1879年から1884年まで国立衛生研究所に勤務し、ロベルト・コッホの助手として働いた。1882年には日本からの留学生である緒方正規を指導した。1888年グライフスヴァルト大学 (University of Greifswald) の衛生学の教授となり、1913年ロベルト・コッホ研究所所長。
1884年にエドヴィン・クレープスとともにジフテリアの病原菌（ジフテリア菌）を発見した。そのほかにも口蹄疫のウイルス（ピコルナウイルス）を発見している。
グライフスヴァルト近郊のリームス島にあるフリードリヒ・レフラー研究所と、グライフスヴァルト大学医学部のフリードリヒ・レフラー医療微生物研究所は、彼の栄誉を讃えて命名された。